# Pareustroma insulata
Pareustroma insulata là một loài bướm đêm trong họ Geometridae.